# Margareta Guček Zakošek
Margareta Guček Zakošek, slovenska biologinja, magistrica ekonomskih znanosti, političarka, zdravstvena menedžerka * 21. avgust 1970, Šmarje pri Jelšah. 
Med leti 2018 in 2022 je bila direktorica Splošne bolnišnice Celje, pred tem je bila leta 2014 izvoljena za poslanko v Državnem zboru Republike Slovenije iz vrst Stranke modernega centra.

## Življenjepis
Kot Zoisova štipendistka je z odliko zaključila Naravoslovno-matematično srednjo šolo v Celju (sedanja Gimnazija Lava) in nato 1989 vpisala raziskovalni študij biologije na Biotehniški fakulteti v Ljubljani, smer ekologija. Tekom študija je delovala v Društvu študentov biologije in bila vodja treh študentskih bioloških taborov, kjer je nato opravljala vlogo mentorice v raziskovalni skupini za določanje kvalitete voda s pomočjo vodnih organizmov. 
Po študiju se je zaposlila v ameriški farmacevtski korporaciji Eli Lilly and Company. Leta 2005 je končala znanstveni magistrski študij podjetništva na Ekonomski fakulteti Univerze v Ljubljani na temo trženja v farmacevtski industriji (COBISS). Leta 2009 je bila habilitirana za višjo predavateljico za Poslovno ekonomijo. V letih 2010 in 2011 je tako na zasebni Fakulteti za komercialne in poslovne vede v Celju predavala trženje in bila mentorica nekaterim diplomantom.

## Politika
Na povabilo Mira Cerarja se je priključila Stranki Mira Cerarja in je kandidirala za poslanko v volilnem okraju Celje 1. Funkcijo poslanke je opravljala do imenovanja na mesto državne sekretarke na Ministrstvu za gospodarski razvoj in tehnologijo. Leta 2016 je odstopila z mesta državne sekretarke in se ni želela vrniti v državni zbor.
Po prvem imenovanju na mesto poslovne direktorice Splošne bolnišnice Celje ji je funkcija oktobra 2020 prenehala, saj je sodišče po pritožbi protikandidata razveljavilo sklep sveta zavoda o njeni izbiri na mesto direktorice. Svet zavoda jo je na funkcijo poslovne direktorice ponovno imenoval februarja 2021. Po odstopu leta 2022 jo je kot direktor nasledil Aleksander Svetelšek.